# Mirror, Mirror (1990)
Mirror, Mirror is een Amerikaanse bovennatuurlijke horrorfilm uit 1990, geregisseerd door Marina Sargenti en geschreven door Annette Cascone en Gina Cascone. De film speelt zich af rond Megan Gordon, een verlegen goth-tiener die samen met haar onlangs weduwe geworden moeder naar een nieuw huis verhuist. Daar ontdekt Megan een antieke spiegel die is achtergelaten door de vorige bewoners. Wat begint als een mysterieuze vondst, neemt al snel een duistere wending wanneer de spiegel bovennatuurlijke krachten blijkt te bezitten, met gruwelijke gevolgen voor Megan en de mensen om haar heen. In 1990 werd een soundtrack uitgebracht via Orphan Records om de film te begeleiden.
De film kreeg in totaal drie vervolgen, uitgebracht in 1994, 1995 en 2000, wat het begin markeerde van een kleine filmfranchise. Elk vervolg bouwde voort op de duistere thema’s en het unieke mysterie dat in het origineel werd geïntroduceerd. Ondanks gemengde recensies bij de oorspronkelijke release, bleef Mirror, Mirror een speciale plek behouden bij fans van het horrorfilmgenre, mede dankzij de mix van gotische sfeer, bovennatuurlijke intriges en huiveringwekkende scènes. Volgens een artikel van Syfy wordt de film nu beschouwd als een cultfilm met een trouwe schare fans.
In de loop der jaren heeft de film een cultstatus ontwikkeld en wordt hij vaak herinnerd als een verborgen parel in de wereld van horrorfilms uit de jaren 90. De combinatie van iconische elementen, zoals de demonische spiegel en de gotische sfeer, heeft ervoor gezorgd dat Mirror, Mirror nog steeds wordt gewaardeerd door liefhebbers van klassieke horror.

## Verhaal
In de jaren 1950 offert Mary Weatherford haar zus Elizabeth voor een demonische spiegel. Decennia later verhuist de verlegen Megan Gordon met haar moeder naar een klein stadje, waar ze een grote spiegel in haar kamer vindt. Emelin, een veilingmeester, ontdekt dagboeken die vertellen over de demonische krachten van de spiegel die wensen kan vervullen.
Op haar nieuwe school wordt Megan gepest, maar ze vindt steun bij Nikki en Ron. Terwijl Megan steeds meer aangetrokken wordt tot de spiegel, beginnen er vreemde dingen te gebeuren: haar moeder’s hond sterft, ze ziet een verschijning van haar overleden vader, en de spiegel lekt bloed. Megan raakt ervan overtuigd dat de spiegel verantwoordelijk is voor een reeks ongelukken rondom haar, waaronder de plotselinge ziekten van haar leraar en medestudenten.
Megan ontdekt de krachten van de spiegel en begint deze te gebruiken voor haar eigen voordeel, zoals het versieren van Jeff, de vriend van haar pestkop Charleen. Wanneer Megan haar macht door de spiegel vergroot, wordt de situatie steeds gruwelijker. Charleen wordt verbrand, en Emelin wordt gedood terwijl ze probeert de spiegel te verwijderen.
Wanneer Nikki zich zorgen maakt over Megans veranderingen, ontdekt ze de waarheid achter de spiegel: Mary Weatherford offerde haar zus op in de hoop de demon te kalmeren. Megan besluit zich op te offeren om de spiegel te stoppen, waarna Nikki, na een tijdlus, de spiegel bedekt, bang voor de demon die nog steeds aanwezig is.

## Rolverdeling
| Acteur             | Personage              |
| ------------------ | ---------------------- |
| Rainbow Harvest    | Megan Gordon           |
| Karen Black        | Susan Gordon           |
| Yvonne De Carlo    | Emelin                 |
| William Sanderson  | Mr. Veze               |
| Kristin Dattilo    | Nikki Chandler         |
| Ricky Paull Goldin | Ron                    |
| Charlie Spradling  | Charleen Kane          |
| Tom Bresnahan      | Jeff                   |
| Dorit Sauer        | Kim                    |
| Ann Hearn          | Mrs. Perlili           |
| Stephen Tobolowsky | Mr. Anderson           |
| Pamela Perfili     | P.E. Teacher           |
| Scott Campbell     | Class Smart Aleck      |
| Traci Lee Gold     | Mary Weatherworth      |
| Michelle Gold      | Elizabeth Weatherworth |

## Productie
De film, oorspronkelijk getiteld The Black Glass, werd opgenomen in Los Angeles. Actrice Zelda Rubinstein zou aanvankelijk een rol in de film spelen, maar deze werd later geschrapt. Ongeveer zestig procent van de cast en crew bestond uit vrouwen. De productiemaatschappij van de film, Orphan Eyes, was gevestigd in Detroit, Michigan.

## Uitgave
Mirror, Mirror ging in première op het Filmfestival van Cannes in mei 1990 en werd op 31 augustus 1990 uitgebracht in de Verenigde Staten, te beginnen in Detroit. Daarnaast werd de film op 19 oktober 1990 vertoond tijdens het Chicago International Film Festival.

### Kritische ontvangst
De ontvangst van de film was over het algemeen gemengd tot positief. Entertainment Weekly gaf Mirror, Mirror een "B−"-beoordeling. In zijn boek Generation Multiplex noemde Timothy Shary de film "een van de beste tienerhorrorfilms in het algemeen" en prees het als een voorbeeld van "de tirannie van tienerpopulariteit." Daarentegen bekritiseerde Creature Features de film als een "compilatie van clichés" en gaf het twee sterren.

### Home media
De film werd op 28 oktober 2000 uitgebracht op dvd door Anchor Bay Entertainment. Op 6 maart 2004 werd de film opnieuw uitgebracht als onderdeel van een verzamelbox met vier films, getiteld de "Mirror, Mirror Collection," waarin ook de drie vervolgen waren opgenomen. Deze set werd eveneens door Anchor Bay uitgebracht en verpakt in een reflecterende folieverpakking. Beide uitgaven zijn inmiddels niet meer verkrijgbaar.
In mei 2024 bracht Dark Force Entertainment de film voor het eerst uit op 4K UHD Blu-ray.

## Vervolgfilms
Na Mirror, Mirror volgden drie vervolgfilms: Mirror, Mirror II: Raven Dance (1994), Mirror, Mirror III: The Voyeur (1995) en Mirror, Mirror IV: Reflection (2000). De ontvangst van de vervolgfilms was over het algemeen negatief, waarbij de Orlando Sentinel Raven Dance bekritiseerde met de opmerking dat de film "slecht reflecteert op het klassieke origineel". William Sanderson was de enige acteur uit de eerste film die terugkeerde voor de tweede film, alhoewel in een andere rol. De tweede film markeerde tevens een vroeg filmoptreden voor Mark Ruffalo.